# Amicia
Ne doit pas être confondu avec Amicie.
Genre
Classification phylogénétique
Amicia est un genre de plantes à fleurs dicotylédones de la famille des Fabaceae (légumineuses), sous-famille des Faboideae, originaire d'Amérique du Nord, d'Amérique centrale et d'Amérique du Sud, qui comprend huit espèces acceptées.
Ce sont des plantes herbacées vivaces ou des arbustes très ramifiés, qui se rencontrent comme mauvaises herbes sur les bords de routes ou dans les prairies tropicales montagnardes saisonnièrement sèches jusqu'à 3000 mètres d'altitude.

## Étymologie
Le nom générique, « Amicia », est un hommage à Giovanni Battista Amici (1786-1863), astronome et botaniste italien.

## Liste d'espèces
Selon The Plant List (24 décembre 2018) :
- Amicia andicola (Griseb.) Harms
- Amicia fimbriata Kuntze
- Amicia glandulosa Kunth
- Amicia lobbiana Benth.
- Amicia medicaginea Griseb.
- Amicia micrantha Kuntze
- Amicia parvula Rusby
- Amicia zygomeris DC.